# Erich Lübbert

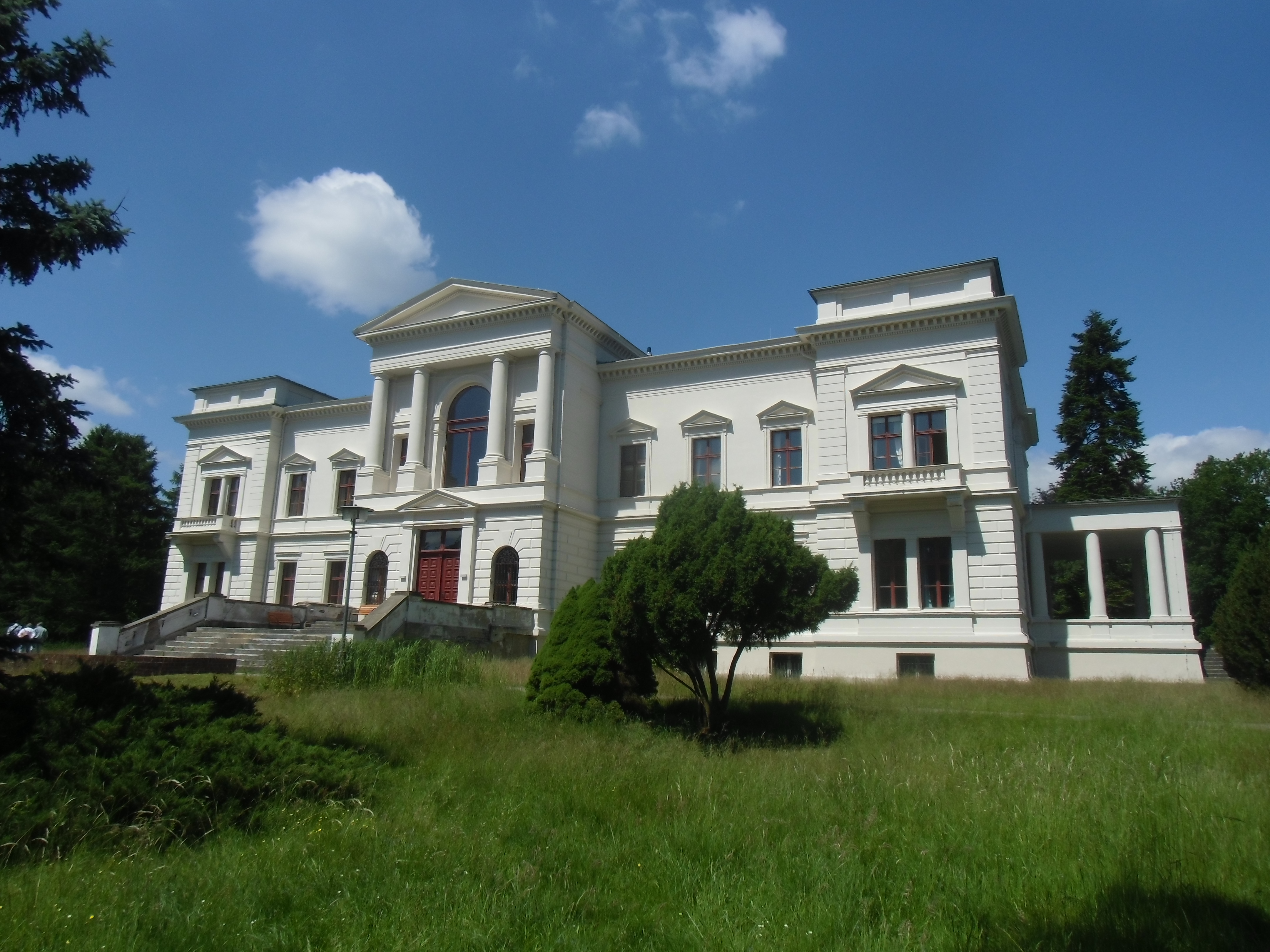
Schloss Sommerswalde, Residenz Erich Lübberts

Erich Ferdinand August Lübbert (* 4. Januar 1883 in Buchwald, Kreis Koschmin, Preußen, heute Polen; † 19. Juli 1963 in Windhoek, Südwestafrika, heute Namibia) war ein deutscher Industrieller, Rechtsanwalt und Leiter der Firma Dywidag (Dyckerhoff und Widmann Aktiengesellschaft).

## Leben
Erich Lübbert studierte Rechtswissenschaften in Berlin und Breslau und promovierte 1906 zum Dr. jur.; er war anschließend in Hamburg als Rechtsanwalt tätig. 1910 nahm er eine Anwaltsstelle in Lüderitzbucht in Deutsch-Südwestafrika (heute Namibia) an, wo er sich mit Kolonialbergrecht beschäftigte. Dies öffnete ihm den Weg als Syndikus und Aufsichtsratsmitglied verschiedener Diamantminen tätig zu werden. Er erwarb dort auch eine Farm. 1920 wurde er Direktor der Consolidated Diamond Mines of South-West-Africa Limited in Kapstadt, deren Mitbegründer er neben Sir Ernest Oppenheimer war. Als geschätzter Fachmann in bergrechtlichen Fragen stand Lübbert in Verbindung mit einflussreichen Wirtschafts- und Finanzkreisen.
Nach Deutschland kehrte er 1924 zurück, wo er Generaldirektor der Aktiengesellschaft für Verkehrswesen wurde. Er erwarb Schloss Sommerswalde als Familiensitz. Im Jahr 1928 trat er in den Aufsichtsrat der Dywidag AG ein, deren Aktien er 1937 unter der Firma „Dr. Lübbert & Co. KG“ erwarb. Anschließend wandelte er die Firma Dywidag in eine Kommanditgesellschaft um, deren persönlich haftende Gesellschafter er neben Hans Kreißelmeier, Eugen Schulz und Gustav Wolff wurde.

## Politik
Lübbert war Mitglied im Wirtschaftsrat des Stahlhelm. 1930 veröffentlichte Lübbert seine Schrift „Durchbruch zur Wirtschaftsfreiheit“, deren Kerngedanke laut den Deutschen Führerbriefen darin bestand, dass Deutschland sich nur durch Planwirtschaft ganz großen Stils  befreien könne, bei der im Außenhandel die Kaufkraft von 63 Millionen Käufern einheitlich auf dem Weltmarkt in die Waagschale geworfen würde.
Am 19. November 1932 mitunterzeichnete Erich Lübbert die sogenannte Industrielleneingabe, in der Reichspräsident Paul von Hindenburg aufgefordert wurde, Adolf Hitler als Kanzler einzusetzen. Er gehörte auch der 1931 gegründeten profaschistischen Gesellschaft zum Studium des Faschismus an. Der Reichsminister für Volksaufklärung und Propaganda Joseph Goebbels berief Lübbert im Oktober 1933 in den Verwaltungsrat des Werberats der deutschen Wirtschaft.
Walther Funk sagte im Nürnberger Prozess gegen die Hauptkriegsverbrecher aus, dass unter der Führung von Lübbert um Ernst Röhm ein ähnlicher Kreis von Industriellen wie um Heinrich Himmler mit dem Keppler-Kreis bestand.
Erich Lübbert lebte zuletzt auf seiner Farm Erichsfelde in Südwestafrika (heute Namibia).

## Ehrungen
- 1954 verlieh ihm die TU Berlin-Charlottenburg die Würde eines Dr.-Ing. E. h.
- 1961 wurde er Ehrensenator der TH München.

## Erich Lübbert-Stiftung
1955 gründete Erich Lübbert die Dr. Erich Lübbert Stiftung zur Förderung der technischen Wissenschaften für die Technische Universität Berlin.